# کویرنباخ (وستروالدکرایس)
کویرنباخ (به آلمانی: Quirnbach) یک شهر در آلمان است که در وستروالدکرایس واقع شده‌است. کویرنباخ ۵۰۷ نفر جمعیت دارد.